# Сюдмак, Войцех

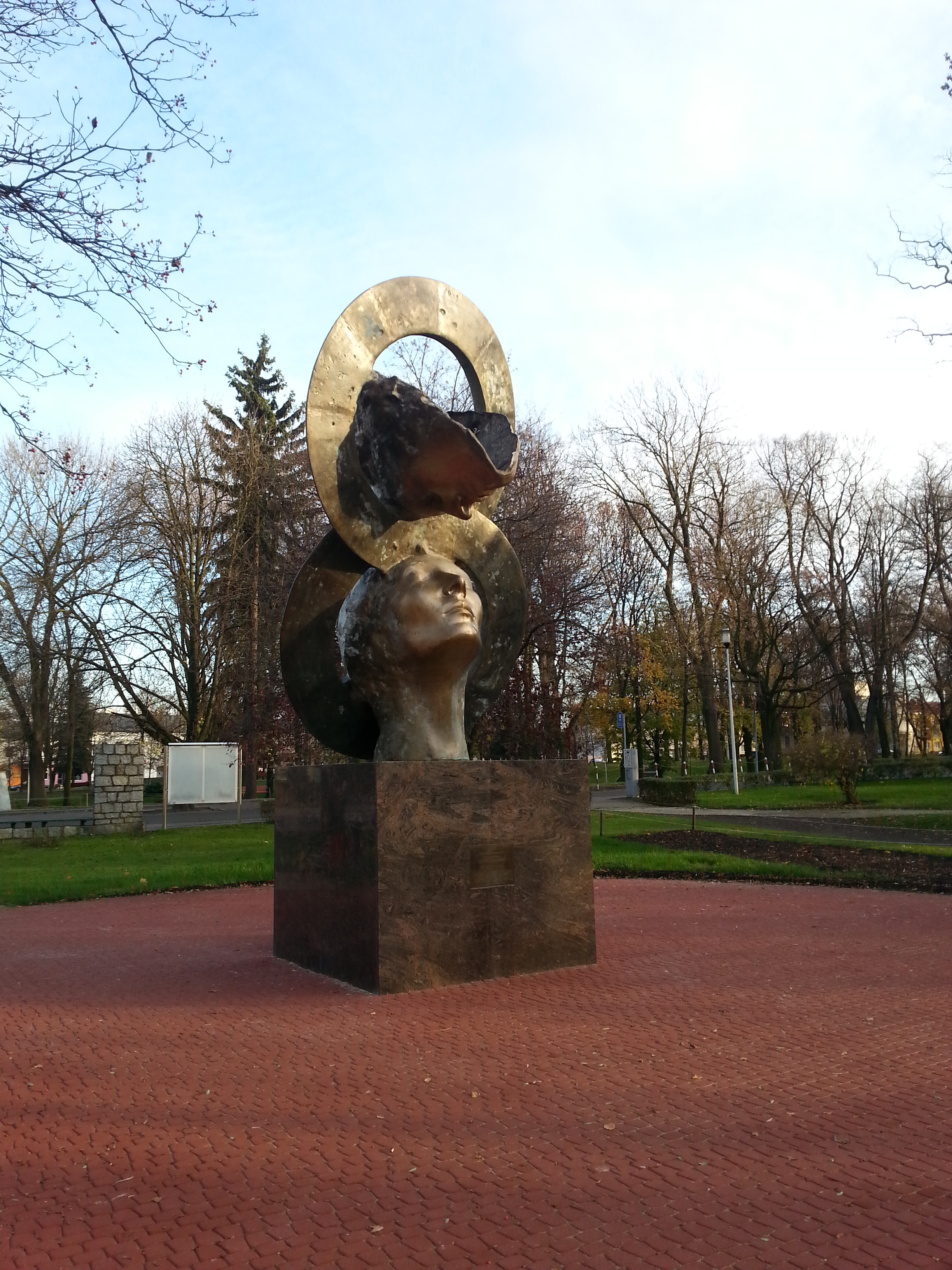
Скульптура «Вечная любовь» в Велюне

Войцех Сюдмак (пол. Wojciech Siudmak; 10 октября 1942, Велюнь (ныне Лодзинское воеводство Польши) — польский и французский скульптор, художник-сюрреалист и книжный иллюстратор.

## Биография

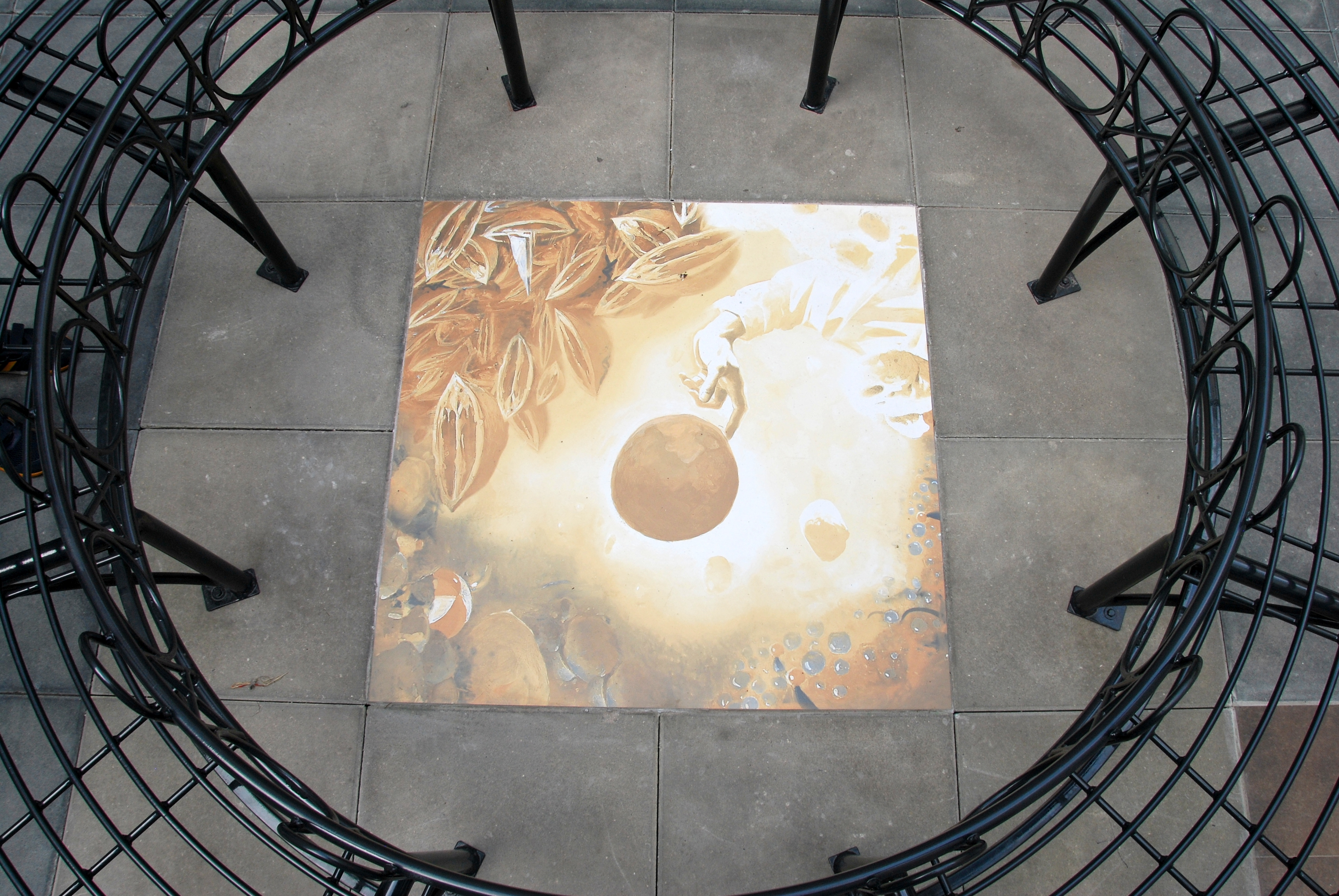

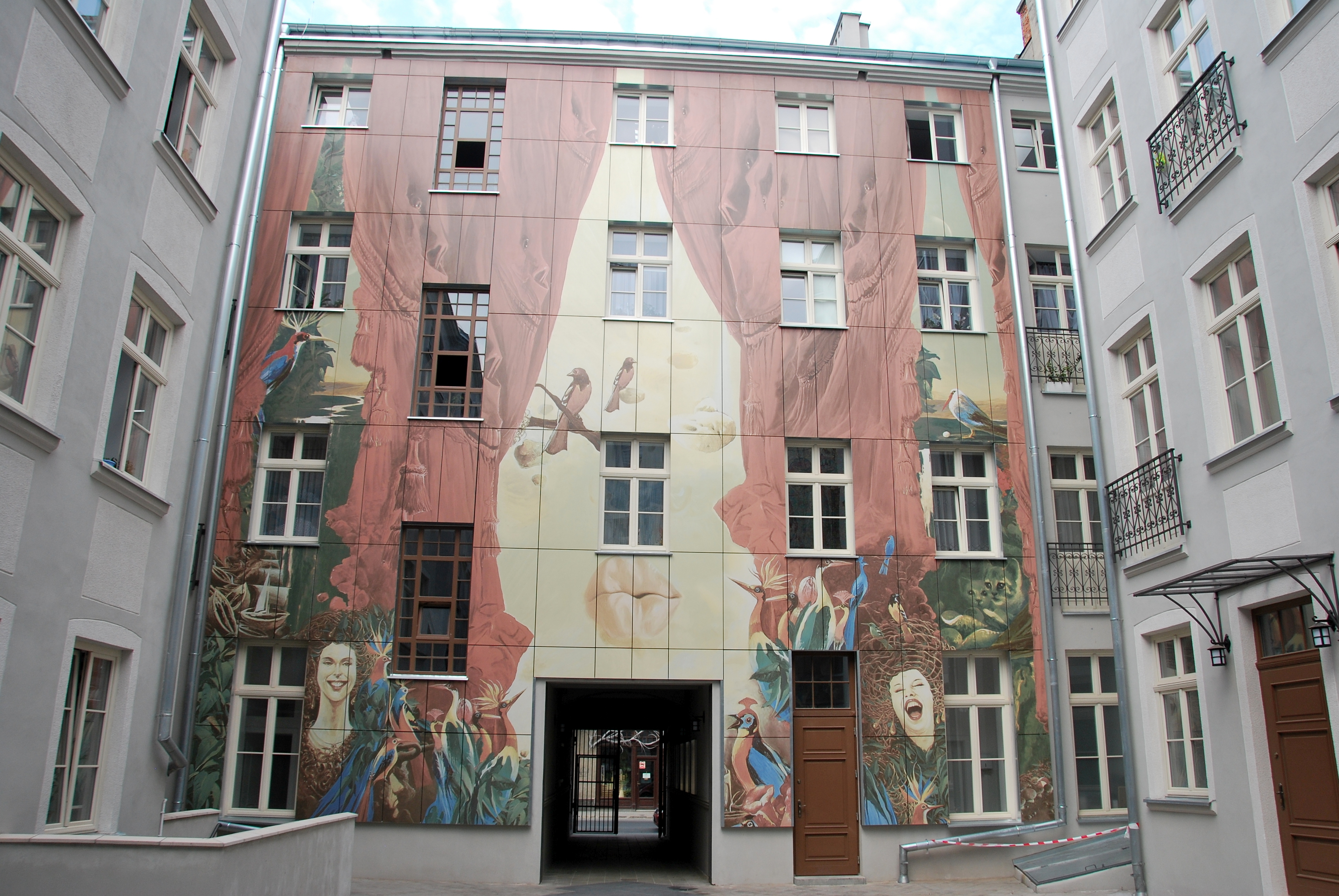
Настенная роспись «Рождение дня» в Лодзи

В 1956—1961 годах учился в колледже пластических искусств в Варшаве, продолжил учёбу в столичной Академии изящных искусств.
В сентябре 1966 года отправился в Париж и начал учиться в Национальной высшей школе изящных искусств, с тех пор живёт в Париже.

## Творчество
Один из ярких представителей фантастического реализма. Сам считает себя fantastic hyper realist, старательно облекающим свою оригинальность в рельефные формы, сочетающие сюрреалистическое видение с натуралистическим искусством, берущим свои корни в сюрреализме С. Дали и Р. Магритта.
Знаменит своими иллюстрациями к обложкам фантастических романов.
Работы Сюдмака, которые представлены в музеях и коллекциях мира, долгое время использовались для афиш кино, театров и музеев. Нашли свое применение в рекламной среде на таких престижных мероприятиях как Каннский кинофестиваль, Парижский международный фестиваль кинофантастики и научной фантастики, Фестиваль Марэ в Париже, Монреальский кинофестиваль и др.
Ряд крупных промышленных компаний использовали работы Сюдмака, чтобы выразить свои исследования и технологические успехи через его искусство. Картины художника много лет появлялись на обложках буклетов одной из самых важных научно-фантастических коллекций во Франции (The Pocket S.F. Collection), а также на обложках пластинок и других средств массовой информации.
Художник работает на международном уровне с различными картинными галереями и издательствами. С 1988 г. серия важных ретроспективных выставок была организована во многих европейских городах и в других странах, чтобы продемонстрировать творчество художника за прошлые двадцать лет. Цикл выставок в Польше, организованной в 1998 г., в музеях пяти главных польских городов и закончился в Национальном музее Варшавы. В 2000—2012 годах художник выставлял свои работы во многих зарубежных музеях и культурных центрах. Выставки проходили в Швейцарии (Сион), Германии (Лейнгартен-Нойштадт и Тутлинген), Бельгии (Брюссель), Италии (Рим), США (Нью-Йорк, Бостон) и Канаде (Чикутими).
В феврале 2000 года Сюдмак спроектировал ряд изображений для фасада храма Рамсеса III в Луксоре (Египет).

## Награды
- Офицерский Орден Заслуг перед Республикой Польша (1999)
- Лауреат Большой премии воображения (Grand prix de l’Imaginaire, 1979)
- Большая золотая медаль Академии художеств в Париже (Grande Médaille d’Or avec Plaquette d’Honneur, 2013)
- Войцех Сюдмак получил звание Почётного гражданина города Велюнь в Польше и городов Озуар-ла-Феррьер и Сен-Тибо-де-Винь во Франции.
- Золотая статуэтка Ипполита (Złoty Hipolit, 2013)
- В 2016 году стал победителем третьего издания «Выдающийся поляк Франции» в номинации «Культура»

## Премии
- Премия читателей журнала «Азимов» / Asimov’s Readers' Awards, 1994 // Лучшая обложка
- Премия Чесли / Association of Science Fiction & Fantasy Artists (ASFA) — Chesley Awards, 1994 // Иллюстрация на обложке журнала. Asimov (декабрь 1993)
- Премия Чесли / Association of Science Fiction & Fantasy Artists (ASFA) — Chesley Awards, 1995 // Иллюстрация на обложке журнала. Analog (декабрь 1994)
- Премия читателей журнала «Азимов» / Asimov’s Readers' Awards, 1997 // Лучшая обложка
- Еврокон / EuroCon (ESFS Awards), 2000 // Зал славы. Лучший художник